# Adrian Mariappa
Adrian Mariappa (Harrow, 3 oktober 1986) is een Jamaicaans-Engels voetballer die doorgaans als centrale verdediger speelt. Hij verruilde Crystal Palace in augustus 2016 transfervrij voor Watford, waarvoor hij ook van 2005 tot en met 2012 al speelde. Mariappa debuteerde in 2012 in het Jamaicaans voetbalelftal.

## Clubcarrière

### Watford
Mariappa maakte zijn profdebuut op 23 augustus 2005 voor Watford in de League Cup tegen Notts County. Op 12 september 2009 droeg Mariappa voor het eerst de aanvoerdersband nadat Jay DeMerit moest afzeggen met een blessure. Voor de start van het seizoen 2011-2012 weigerde Watford tot driemaal toe een bod van Newcastle United op Mariappa. Een bod van Wigan Athletic werd wel aanvaard, maar Mariappa weigerde. Hij bleef nog één jaar bij Watford en werd in zijn laatste seizoen verkozen tot Speler van het Jaar bij Watford.

### Reading
Op 17 juli 2012 werd bekend dat Mariappa een driejarig contract had getekend bij het pas gepromoveerde Reading. Het transferbedrag werd geschat op zo'n 3 à 4 miljoen euro. Bij Reading was hij eerste keus centraal achterin. Hij vormde vaak een duo met Kaspars Gorkšs of Sean Morrison.

## Interlandcarrière
De ouders van Mariappa's moeder komen uit Jamaica. Daardoor is hij speelgerechtigd om voor het Jamaicaans voetbalelftal uit te komen. Hij maakte zijn interlanddebuut op 9 juni 2012 tegen Guatemala. In zijn 31ste interland op 4 september 2015, een WK-kwalificatiewedstrijd tegen Nicaragua (2–3 verlies) maakte Mariappa zijn eerste interlanddoelpunt.
1 Bachmann ·
2 Ngakia ·
3 Sierralta ·
5 Porteous ·
6 Pollock ·
7 Ince ·
8 Tsjakvetadze ·
10 Louza ·
11 Vata ·
12 Sema ·
13 Almeida ·
14 Dwomoh ·
15 Tikvić ·
16 Keben ·
17 Sissoko  ·
18 Jebbison ·
19 Bayo ·
20 Doumbia ·
21 Ogbonna ·
22 Morris ·
23 Bond ·
24 Dele-Bashiru ·
34 Baah ·
36 Ebosele ·
37 Larouci ·
39 Kayembe ·
45 Andrews ·
Coach: Cleverley